# Chimie teoretică

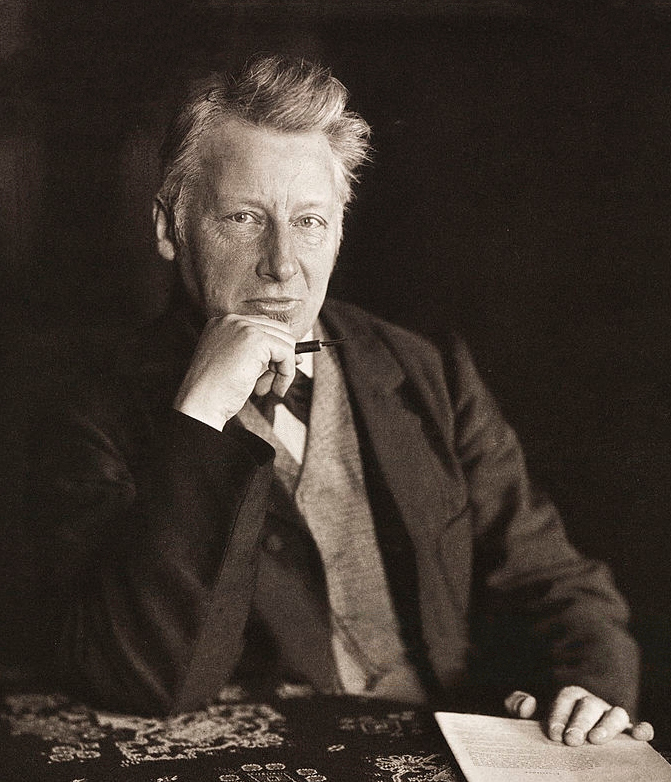
Jacobus Henricus van 't Hoff (1852–1911), un chimist teoretician influent și primul laureat al Premiului Nobel pentru Chimie.

Chimia teoretică este o ramură a chimiei ce se folosește de legile fizicii pentru a explica și prezice proprietățile diferitelor substanțe. Conceptele teoretice cu importanță majoră sunt: teoria legăturilor chimice, reacțiile chimice, valență, orbitalii atomici și moleculari, interacțiunile orbitale și activarea moleculelor.